# 瓦尔特·普莱克纳
瓦尔特·普莱克纳（德語：Walter Plaikner，1951年10月24日—），意大利男子雪橇运动员。他曾代表意大利参加1972年和1976年冬季奥林匹克运动会雪橇比赛，其中1972年奥运会获得双人金牌。